# Ojacastro
Ojacastro tỉnh và cộng đồng tự trị La Rioja, phía bắc Tây Ban Nha. Đô thị này có diện tích là 44,32 ki-lô-mét vuông, dân số năm 2009 là 209 người với mật độ 4,72 người/km². Đô thị này có cự ly 60 km so với Logroño.